# Love and Sex
Pour plus de détails, voir Fiche technique et Distribution.
Love and Sex est un film américain réalisé par Valerie Breiman, sorti en 2000.

## Synopsis
La journaliste Kate Welles se fait refuser un article sur la fellation par sa rédactrice en chef qui lui demande d'écrire un article sur les relations amoureuses avant la fin de la journée sous peine d'être licenciée. Cela amène Kate à repenser à ses propres mésaventures sentimentales.

## Fiche technique
- Titre : Love and Sex
- Réalisation : Valerie Breiman
- Scénario : Valerie Breiman
- Musique : Pierpaolo Tiano et Billy White Acre
- Photographie : Adam Kane
- Montage : Martin Apelbaum
- Production : Martin J. Barab, Timothy Scott Bogart, Darris Hatch et Brad Wyman
- Société de production : Behaviour Worldwide et MDP Worldwide
- Société de distribution : SND Films (France) et Lions Gate Films (États-Unis)
- Pays :  États-Unis et  Canada
- Genre : Comédie dramatique et romance
- Durée : 82 minutes
- Dates de sortie : 
  -  États-Unis : 25 août 2000
  -  France : 26 juillet 2000

## Distribution
- Famke Janssen : Kate Welles
- Jon Favreau : Adam Levy
- Noah Emmerich : Eric
- Ann Magnuson : Monique Steinbacher
- Cheri Oteri : Mary
- Josh Hopkins : Joey Santino
- Robert Knepper : Gerard Boussard
- Vincent Ventresca : Richard Miltner
- Kristen Zang : Savannah
- David Steinberg : Tiny Man
- Elimu Nelson : Jerome Davis
- Yvonne Zima : Kate à 9 ans
- Melissa Fitzgerald : Melanie
- Rob Swanson : Rob
- Will Rothhaar : Bobby à 9 ans
- Rance Howard : Earl
- Ron Kochevar : Man
- Angela Marsden : Peaches
- Troy Blendell : Frank
- Nicolette Little : Michelle à 6 ans

## Accueil
Le film a reçu un accueil mitigé de la critique. Il obtient un score moyen de 44 % sur Metacritic.